# 通町 (徳島市)
通町（とおりまち）は、徳島県徳島市の町名。内町地区に属している。通町一丁目から通町三丁目まである。郵便番号は〒770-0842。

## 統計
2010年1月。徳島市の調査より。
- 人口：202人
- 世帯数：89世帯

## 地理
徳島市の中心駅徳島駅の南方、内町地区南部に位置する。
東西に伸びる通りの両側に広がる町で、東西に細長く、東から1～3丁目と並ぶが、1丁目と2丁目の間は南北に伸びる両国本町で分断されている。
国道192号（八百屋町）の一本南を併走し、西方では国道438号（元町）に垂直に入っており、繁華街の一部となっている。
東は富田橋通りと直交し、通りはその先まで伸びているが、通町は富田橋通りまでで、その向こうは幸町である。通りを延長した先は牟岐線を越える歩道橋に繋がり、徳島町城内に通じる。

## 歴史
江戸時代から現在に至る町名。江戸期は徳島城下の町人町のひとつ。「阿波志」には「通街、三坊あり西南入城の路なり因て名く」とあるように町内は3町に分かれ、一丁目は寺島川を越え徳島城に通じる寺島橋（のちの徳島橋）に接続する。船着場である新町橋下から上陸して徳島城に入る場合には、当町を通過したので、通町と称した。南は新シ町（あたらしまち、現 中通町）、北は八百屋町の町筋。西は西横町に接した。1681年（貞享2年）の徳島市中町数並家数によれば、家数76、東西の町筋とある（民政資料）。なお紙屋町から当町と魚町角までの南北54間の片町もあった。
当町の年中行事として1月10日（かつては旧暦1月1日）の「エベッサン」がある。蛭子神社（事代主神社）は明治初期まで八万村の夷山にあったが、「エベッサン」の市には参詣客で大にぎわいのため、田畑が踏み荒らされ農民たちは迷惑していたので貧乏戎と呼ばれていた。そこで1872年に名東県参事井上高格が当地に移転したといわれている。また1905年に3丁目の大火で97戸が焼失している。蛭子神社はそのとき罹失したが、戦後再建され、「エベッサン」も再開されている。
明治になると、舶来の時計・自転車などを扱う商店が多くできた。
1889年からは徳島市の町名となる。1941年からは1丁目から3丁目がある。1975年に両国橋通り沿いが両国本町となる。

## 施設
- 徳島中央郵便局裏口 - 1丁目
- 事代主神社 - 2丁目
- 黒崎楽器通町本店

## 交通

### 道路
- 一般国道
  - 国道192号
  - 国道438号